# 動的構造因子
散乱理論における動的構造因子{\displaystyle S({\vec {Q}},\omega )}とは、粒子の運動の時間相関および空間相関を特徴づける量である。
動的構造因子は二体相関関数
{\displaystyle G({\vec {r}},t)=\langle \rho _{-\mathbf {r} }(t)\rho _{\mathbf {r} }(0)\rangle }
の空間および時間についてのフーリエ変換で定義される。
{\displaystyle S({\vec {Q}},\omega )={\frac {1}{2\pi \hbar }}\int \int G({\vec {r}},t)e^{i({\vec {Q}}{\vec {r}}-\omega t)}d{\vec {r}}dt}
ここで{\displaystyle \rho _{\mathbf {r} }}は原子密度の空間的変動を記述する演算子である。この二体相関関数は，時刻０の時にある位置にいた粒子と，時刻ｔの時に位置{\displaystyle {\vec {r}}}にある粒子との相関を表す。
また動的構造因子のエネルギー積分のことを静的構造因子と呼ぶ。

## 非弾性散乱の例
非弾性散乱を考える。入射粒子のエネルギーを{\displaystyle E_{0}}、波数ベクトルを{\displaystyle {\vec {k_{0}}}}とする。この粒子が物質によってエネルギーが{\displaystyle E_{0}+h\omega }、波数ベクトルが{\displaystyle {\vec {k_{0}}}+{\vec {Q}}}の状態に散乱されたとする。
このときの微分断面積{\displaystyle \sigma }は、ボルン近似によって次のように物質の動的構造因子{\displaystyle S({\vec {Q}},\omega )}で表せる。
{\displaystyle {\frac {d\sigma }{d\Omega d\omega }}={\frac {|{\vec {k_{0}}}+{\vec {Q}}|}{|{\vec {k_{0}}}|}}b^{2}S({\vec {Q}},\omega )}
ここで{\displaystyle b}は衝突径数である。